# 도가사키촌
도가사키촌(戸ヶ崎村)은 사이타마현 기타카쓰시카군에 존재했던 촌이다. 현재의 미사토시 남서부에 해당한다.

## 역사
- 1889년 4월 1일 - 정촌제 시행에 의해 기타카쓰시카군 도가사키촌이 성립하였다.
- 1943년 7월 1일 - 야기사토촌과 합병해 도와촌이 성립하여, 동일 도가사키촌은 폐지되었다.

## 참고문헌
- 角川日本地名大辞典 11 埼玉県